# Ovda Regio (quadrangle)

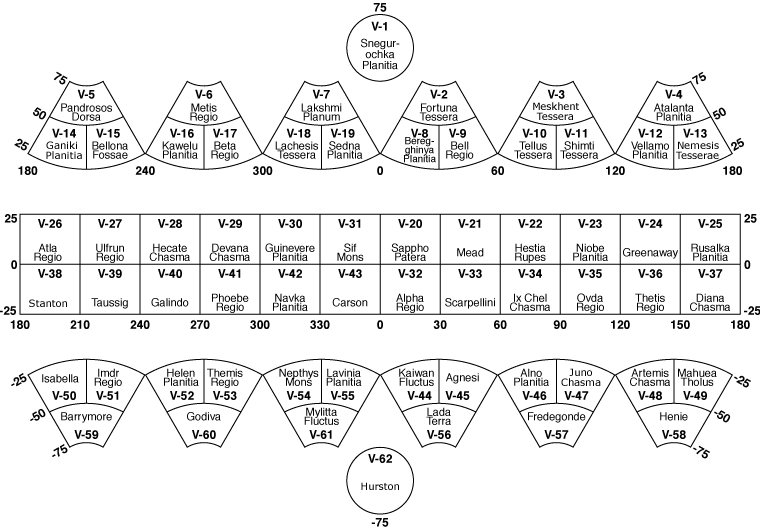
Quadrangles op Venus op schaal 1 : 5.000.000

Ovda Regio (V–35; breedtegraad 0°–25° S, lengtegraad 90°–120° E) is een quadrangle op de planeet Venus. Het is een van de 62 quadrangles op schaal 1 : 5.000.000. Het quadrangle werd genoemd naar de gelijknamige regio die op zijn beurt is genoemd naar Ovda, een woudgeest in de Mari-mythologie, die zowel vrouwelijk als mannelijk kan zijn.

## Geologische structuren in Ovda Regio
Chasmata
- Jana Chasma
- Kuanja Chasma
- Ralk-umgu Chasma
- Vir-ava Chasma

Coronae
- Inari Corona

Dorsa
- Boszorkany Dorsa

Fluctus
- Ovda Fluctus

Inslagkraters
- Bonnin
- Chloe
- de Beausoleil
- Denise
- Elma
- Fukiko
- Gail
- Helga
- Jennifer
- Jhirad
- Makola
- Maltby
- Salika
- Sullivan
- Teura
- Yonge
- Zosia
- Zulma

Montes
- Gauri Mons

Plana
- Turan Planum
- Viriplaca Planum

Planitiae
- Tahmina Planitia

Regiones
- Ovda Regio
- Thetis Regio

Terrae
- Aphrodite Terra

Valles
- Lo Shen Valles
- Morongo Valles